# Blériot III
O Blériot III foi um dos primeiros aviões construído pelos pioneiros da aviação Louis Blériot e Gabriel Voisin em 1906. Mais tarde ele foi modificado e rebatizado como Blériot IV, mas nenhuma das duas versões chegou a voar.

## Projeto e desenvolvimento
O Blériot III era radicalmente diferente do que viria a se tornar o desenho padrão para aviões, tendo duas grandes células elípticas em tandem interligadas usando suportes. Um único motor Antoinette de 24 hp montado transversalmente na parte de baixo da asa dianteira, acionava duas hélices tratoras usando correias de transmissão flexíveis e engrenagens com um sistema de redução para diminuir as 1.800 rpm do motor para 600 rpm. O sistema de transmissão era responsável por 100 kg do peso total da aeronave que era de 400kg. O trem de pouso consistia de um par de flutuadores longos sob a asas frontal e um terceiro menor abaixo da asa traseira. As tentativas de Blériot e Voisin de voar com esse modelo no Lac d'Enghien (próximo à Paris) em maio de 1906, não tiveram êxito.

## O Blériot IV

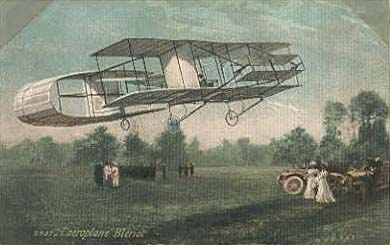
O Bleriot IV representado de forma extravagante num cartão postal. Na verdade esse modelo não chegou a voar.

O projeto do Blériot IV apresentado em outubro de 1906, foi resultado de várias mudanças que Blériot e Voisin fizeram no desenho do Blériot III, principalmente na parte dianteira, substituindo a asa fechada de formato elíptico por um desenho mais convencional de um biplano que contava com um leme à frente das novas asas frontais montado em um suporte. Foi adicionado também um segundo motor e a configuração das hálices mudou de tração para impulsão. 
Tentativas de voar com esse modelo foram feitas no mesmo local, o Lac d'Enghien (próximo à Paris) em 12 e 18 de outubro de 1906, mas apesar de todas as modificações, esse novo modelo não foi capaz de levantar voo. Não satisfeitos, eles retiraram os flutuadores, substituindo-os por um trem de pouso com rodas. Em 12 de novembro de 1906, novas tentativas de fazer a aeronave decolar foram feitas no Parc de Bagatelle, mas durante a corrida para a decolagem, a aeronave bateu num obstáculo do terreno, tombou, e foi destruída. 
Para acentuar ainda mais a falha, Blériot e Voisin tiveram que testemunhar o voo bem sucedido de Santos Dumont com seu 14-bis, realizado em Bagatelle naquele mesmo dia. Depois disso, a parceria entre Blériot e Voisin foi desfeita, e ambos preferiram se concentrar nas suas próprias concepções de desenho. Voisin criou a Appareils d'Aviation Les Frères Voisin com seu irmão, Blériot instituiu a Recherches Aéronautiques Louis Blériot e passou a construir aviões experimentais em colaboração com várias outras pessoas.      

## Especificação (Blériot IV)
- Características gerais:
  - Tripulação: um
  - Envergadura: 10,50 m
  - Área da asa: 73 m²
  - Peso total: 480 kg
  - Motor: 2 x Antoinette, V8 de 24 hp cada.